# Сильди
Си́льди — село в Цумадинском районе Дагестана. Образует муниципальное образование село Сильди со статусом сельского поселения как единственный населённый пункт в его составе.

## География
Расположено недалеко от российско-грузинской и дагестанско-чеченской границы.
Сёла-соседиКеди, Гакко, Саситли.

## Население
| 1869 | 1888 | 1895 | 1926 | 1939 | 1970 | 1989 |
| ---- | ---- | ---- | ---- | ---- | ---- | ---- |
| 531  | ↘435 | ↗518 | ↘360 | ↗637 | ↘489 | ↗530 |
| 2002 | 2003 | 2010 | 2012 | 2013 | 2014 | 2015 |
| ↘263 | ↘261 | ↘208 | ↘187 | ↘169 | ↘157 | ↗163 |
| 2016 | 2017 | 2018 | 2019 | 2020 | 2021 | 2023 |
| ↘162 | ↗168 | ↗175 | ↗178 | ↗179 | ↗238 | ↗243 |
| 2024 | 2025 |      |      |      |      |      |
| ↗244 | ↗249 |      |      |      |      |      |

Национальный состав
Население села составляют аварцы, исповедующие ислам суннитского толка.

## Известные уроженцы
- Абдулманап Нурмагомедов (1962—2020) — российский тренер, мастер спорта СССР по вольной борьбе, Заслуженный тренер России[26].

- Хабиб Нурмагомедов (род. 1988) — российский боец смешанных боевых искусств, чемпион UFC в лёгком весе[27].